# 徐朗西

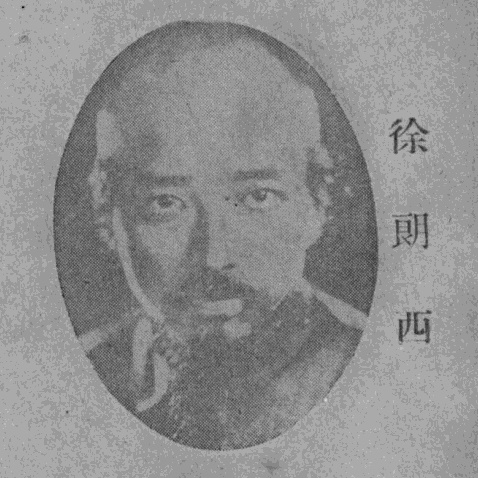
《民國名人圖鑑》中的徐朗西肖像

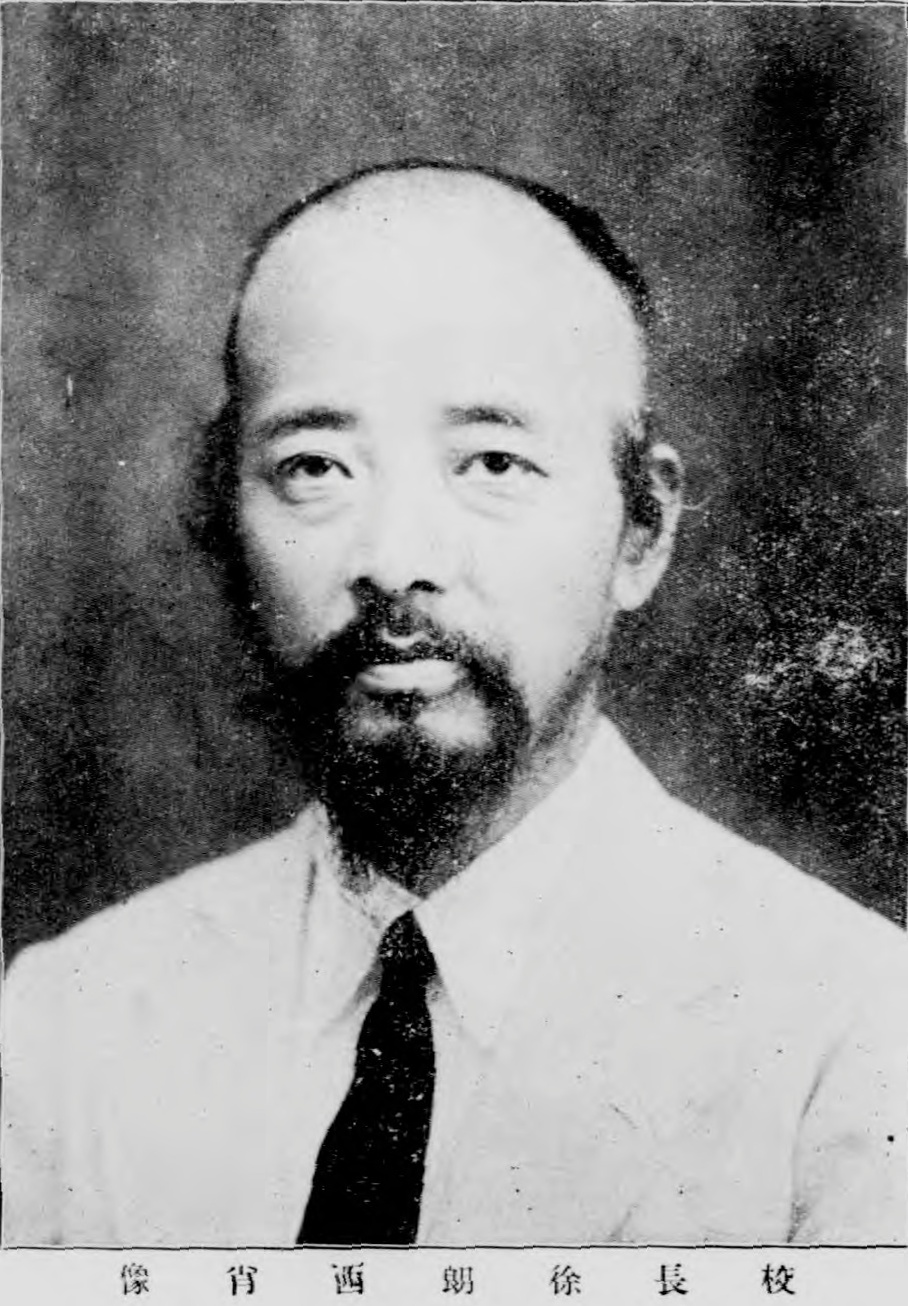
任私立新華藝術專科學校校長時的徐朗西肖像

徐朗西（1885年—1961年）名应庚，字朗西，以字行，号峪云，陕西三原人，上海洪幫大哥，中国民主革命家，中华民国及中华人民共和国书画家、美术教育家、武术家、昆曲名家、南社成员。

## 生平

### 追随孙中山
1906年5月到日本留学，入东京预备日语学校，其间在东京加入中国同盟会。1910年，奉孙中山指派，回到上海联络帮会。日本人头山满、宫崎寅藏和中国各地的帮会有联系，徐朗西通过他们加入洪门，不久便被尊为洪帮山堂“峪云山”山主，推为上海洪帮领袖之一。徐朗西又加入青帮，从而横跨青帮、洪帮。徐朗西在青帮为“大”字辈，比“通”字辈的黄金荣高一辈，比“无”字辈的杜月笙高两辈。徐朗西和在上海联络帮会反清的中国同盟会负责人陈英士（陈其美）关系很好，并同陈英士、蒋介石结为兄弟。辛亥上海光复时，徐朗西率手下帮会贡献很大。袁克文在《舊上海的幫會》一書说：“辛亥年上海举义时，我们青、洪两帮都有贡献，青帮是李徵五，洪帮是徐朗西。”
1912年1月中华民国成立，徐朗西任南京临时政府造币厂厂长。此后，孙中山任全国铁路督办时，徐朗西任秘书，协助孙中山制定全国铁路计划。同时，徐朗西、刘海粟、汪亚尘在上海创办中国第一所现代私立美术学校“上海图画美术院”（后来更名为“上海美术专科学校”），徐朗西曾任校长。在该校任教者先后有黄宾虹、谢公展、陆抑飞、潘玉良、来楚生、傅雷、庞薰琹、王云阶、郑岳（字曼青）、张大千、丰子恺、贺天健、郑午昌等人。该校还设音乐系，并设有英文、美学等课程。1929年1月编著的《上海美术专门学校同学录》中记载，徐朗西为校长，潘玉良为西洋画系主任，郑岳为中国画系主任。后来，徐朗西又和汪亚尘创办了新华艺术专科学校，上海美术专科学校遂由刘海粟独自主持。
1914年10月，孙中山任命徐朗西为中华革命党党务部第五局局长。1916年10月，孙中山决定将徐朗西主办的《民意报》定为中华革命党的机关报，并将此事通报中华革命党党员。1917年，段祺瑞拒绝恢复《中华民国临时约法》，解散中华民国第一届国会，胁迫中华民国大总统黎元洪离任。护法运动随之发生。1918年8月，于右任任陕西靖国军总司令后，护法军政府总裁孙中山任命徐朗西为七省靖国援陕联军前锋总指挥，并且亲自书写“天下为公”竖写大字条幅送给徐朗西。
徐朗西受命之后经两广来到云南，联军总司令唐继尧派姚以价为滇军援陕第一路司令，和徐朗西率部队进军陕西。援陕联军经半年战斗抵达陕南紫阳，本可攻下西安，但唐继尧以影响南北和议为由，令徐朗西驻军待命。徐朗西认为唐继尧背信弃义，乃离开军职回上海。回到上海后，参与创办《生活日报》《民国日报》，并继续关注美术教育。1923年10月，康有为至陕西讲学，发生康有为换经、盗经风波，陕西士绅群情激愤，旅居外地的陕西人也纷纷给陕西督军、陕西省议会发来电报，要求追还经书，依法惩处康有为。徐朗西请人画了副《康圣人盗经图》，配“圣人不死，大盗不止”的标题，发表于报纸上。最终陕西人保全了这部宋版《碛砂藏经》（现存陕西省图书馆善本书库）。

### 美术教育家
1927年3月，上海工人第三次武装起义中，徐朗西率手下帮会参加了南市起义。1927年4月，蒋介石发动四一二政变后，徐朗西不肯参与蒋介石的行动，后来退出军政界。北伐军总政治部派往上海宣传革命的许幸之、孙鸿荣等八人被白崇禧部逮捕后，徐朗西应刘海粟的请求出面疏通，使被捕八人获释。
蔡孟坚在回忆文章《我抓捕顾顺章的经过》中记载，顾顺章与徐朗西交情甚好，抓捕顾顺章的杨庆山属洪帮，和徐朗西的关系也很深。中共领导人周恩来、邓颖超、董必武早年也曾住在徐朗西家。
1930年2月，徐朗西被推举为新华艺专校长，汪亚尘、俞寄凡、刘质平、徐希一、潘伯英任校务委员，汪亚尘任教务长，潘伯英任总务长，荣君立任总务襄理，西画系主任为吴恒勤，国画系主任为汪声远，艺术教育系主任为刘质平，绘画研究系主任为朱屺瞻。先后在该校任教的包括徐悲鸿、黄宾虹、颜文梁、张善孖、应野平、陆一飞、王箇簃、郁达夫、贺天健、弘一法师、唐云、朱天梵、吴湖帆、汪日章、关良、王独清、张充仁、来楚生、倪贻德、陈抱一、诸乐三、姜丹书等人。1934年春，该校为纪念徐朗西病逝的夫人王友淑，特设“友淑图书馆”，徐朗西为该馆捐赠许多图书，另外还订购四库全书及艺术图书共3000多种。友淑图书馆中央挂有孙中山为徐朗西题写的“天下为公”条幅。杜月笙得知友淑图书馆成立后，托魏廷荣转送500银元作为购书经费，但徐朗西因对贩卖鸦片的盛幼庵、李筱宝、王永康、黄金荣、杜月笙很不满，所以婉言谢绝。
1932年，新华艺专校长徐朗西所著美学专著《艺术与社会》由现代书局出版。同时，徐朗西还主编《朔望》半月刊，茹欲立的《皇象章草急就篇石本之研究》曾在1933年《朔望》半月刊连载。1935年，徐朗西主持现代书局。
徐朗西是昆曲名家，和俞振飞之父俞粟庐齐名，言菊朋是徐朗西首位弟子，赵桐珊、苗胜春、荣梅莘等京剧名家及票友也是徐朗西弟子。徐朗西曾为日本人波多野乾一撰写的《京剧二百年之历史》（译者为鹿原学人）作序。徐朗西还结交了不少书画家。徐朗西的书法以颜真卿为基，碑帖兼容，中华民国初年上海的《平报》报头便是徐朗西题写。徐朗西的绘画多作花鸟画，受“海派”影响深。
1937年春，新华艺专派出汪亚尘、朱屺瞻到日本考察，访问川端美术学校、东京美术学校，参观日本民间陶瓷制作，和日本艺术界教授座谈，还拜访了汪亚尘在日本的老师横山大观，回国时带回《南画大成》、《书道全集》等图书及十多尊石膏像，其中一尊比人高，徐悲鸿本想为南京国立艺专复制交换，但因抗日战争爆发而作罢。朱复戡获聘为上海美专教授，讲金石书画，他和徐朗西交情很深。篆刻家高式熊便是在徐朗西华山路寓所的“古琴会”结识朱复戡。
新华艺专办了十八年，学生中成名者有瞿维、成洁、钱韵玲（冼星海夫人）、陈烟桥、沈同衡、胡考、聂耳、王云阶、郭味蕖、沈涛、李硕卿、邵洛羊、徐孝穆、阎丽川、于希宇、汪道涵等。1930年代，新华艺专曾在延安设立校友会，1980年在上海重建，名誉理事长朱屹瞻（后为荣君立），理事长唐云（后为邵洛羊）。1983年，在上海举办“新华艺专校友会艺术作品展览”，校友汪道涵题签。2001年，在卢湾区文化馆汪亚尘艺术馆举办“新华艺专校友作品展暨三代人画展”。新华艺专校长徐朗西的传记被收入2004年12月出版的《上海美术志》第十八章美术教育篇。

### 隐居上海
1933年11月福建事变爆发后，连瑞琦代表杨虎城到福州与中华共和国人民革命政府及其主席李济深联络，连瑞琦住在福州黄琪翔家（黄琪翔是参谋团副主任代主任）。当时中华共和国人民革命政府任命杨虎城为西北人民政府军事委员会委员长，孙殿英为副委员长，连瑞琦为党（生产人民党）、政、军事特派员，由连瑞琦协助杨虎城等人组织西北军事委员会及人民政府。凡西北将领派代表到福建接洽者，均委任为军事委员会委员兼军职（例如总指挥、军长等等）。委任状由罗任一（中国农工民主党中央委员）介绍的日本人中村农夫从福建带往上海。连瑞琦在福州住两周后赴上海。李济深主席叫连瑞琦到上海后发动群众暴动。连瑞琦提出任命徐朗西为上海警备司令（委任状由连瑞琦送去）。任命杨虎城的委任状及致杨虎城的信则由冯润章送往西安。但连瑞琦到上海时，福建战事已不利。1934年，福建的中华共和国人民革命政府方面最终失败。
1937年抗日战争爆发后，徐朗西号召徒弟与民众抗日。1940年汪精卫政权在南京成立时，曾函邀徐朗西出山任职，被徐朗西复函拒绝，后来周佛海又派人邀请，也被徐朗西拒绝。徐朗西反将國民政府軍事委員會調查統計局的地下工作者程克祥、彭盛木、彭寿三人介绍给周佛海，使他们打入汪精卫政权内部。后来，汪精卫政权为控制上海的洪帮，派汪精卫政权社会部政务次长顾继武出面邀请徐朗西出山，再度遭徐朗西拒绝。
抗日战争期间，为免受到日本及汪精卫政权纠缠，徐朗西剃发、穿僧服、挂念珠、诵佛经，表示自己皈依佛教。抗日战争及第二次国共内战时期，徐朗西通过中国共产党党员胡振家（胡英，陕西三原人）等人同中共地下党组织建立了联系。抗日战争初期，中共地下党员张国威在给徐朗西的信中称；“先生公义为怀，站在劳苦大众方面，过去对我们的工作屡加帮助，我们是十二万分感谢的，欢迎先生和我们站在抗日的一条战线上，共救民族的危亡！”徐朗西将汪精卫政权及重庆国民政府的情报通报给上海中共地下党组织。第二次国共内战时期，上海复旦大学、交通大学的陕西籍左派学生组成“陕西旅沪同学会”，推举徐朗西任名誉会长。徐朗西和儿子徐晓耕多次营救被中国国民党当局逮捕的中国共产党党员，如卢志英（又名卢涛，化名周志坤，原新四军联抗部队副司令兼参谋长，后负责沪、宁、杭地区情报工作）、戴天（陕西旅沪同学会执行理事）等人被捕后，都被徐朗西营救。戴天获释后，居住在徐朗西家，徐朗西通过寓居杭州的陕西人陈树藩，为戴天联系了继续念书的学校，徐朗西临别时还送给戴天路费。1947年中共驻南京办事处全部撤回延安前夕，董必武曾到上海，中共地下工作者连瑞琦陪董必武去看徐朗西，连瑞琦请徐朗西照料董必武，徐朗西当即关照其帮会门徒对董必武加以保护。后来，徐朗西（洪帮头子）、杨虎（青帮头子）时常来连瑞琦家与吴克坚会面交换情报。
1949年春，蒋介石派于右任、戴季陶到上海劝徐朗西举家迁居台湾，被徐朗西婉拒。上海战役前夕，徐朗西从多方面得知上海警备司令部及特务机关要对自己下毒手，便在1949年5月上旬某日化装，由儿子徐晓耕驾车混过盘查，登上从龙华机场飞赴香港的最后一班飞机，后从香港经天津到北平，作为列席代表出席中国人民政治协商会议第一届全体会议。本来中共决定徐朗西代表上海帮会为会议正式代表，但后来形势改变，徐朗西被改为列席代表。在北平期间，9月8日周恩来、林伯渠在御河桥军管会设宴招待徐朗西等人，9月19日李克农等人在景山弓弦胡同设宴招待徐朗西等与会代表。回到上海后，徐朗西受李济深设宴招待。此后，徐朗西当选上海市政协委员、人大代表。1959年，徐朗西的一个儿子被捕入狱，徐朗西受此打击，本来很好的身体一下子就垮了。
1961年，徐朗西在上海病逝，享年77岁。徐朗西的棺材是由政府出钱300多元购买。
茹欲立和徐朗西都是朱佛光的弟子，为宏道学堂同学，一同留学日本，同时加入中国同盟会。徐朗西逝世后，茹欲立为徐朗西撰碑文并书丹，文中称：“昔孔北海融与曹操书，论盛孝章曰：‘孝章实丈夫之雄也，天下谈士依以扬声。’又云：‘今之少年，或能讥评孝章，孝章要为天下大名九牧之人所称叹。’一九六一年冬，余闻君之死，惜之有北海之感。”
徐朗西家在文化大革命中遭遇悲惨。文化大革命时，徐朗西1959年被捕的儿子仍在监狱，儿媳于1970年自杀身亡，只留下孙子肖龙祥。徐朗西的三个女儿中，两个自杀身亡。徐朗西家收藏的大批文物被全部砸毁、烧毁。徐朗西之孙肖龙祥在《青帮大字辈徐朗西逸事》一文中记载：“在‘文革’结束后，我给邓颖超大姐写了一封信，讲述了我们家在‘文革’中的悲惨遭遇，希望能落实政策。”
徐朗西家中华人民共和国时期住在华山路358号，为三层洋房，原是位姓高的工程师的住宅，上海战役时他逃离上海，房子留给徐朗西家。文化大革命之前，徐朗西家被命令搬走，说是借用，不算抄家，文化大革命后无法落实政策，不了了之，这所房子没能归还徐朗西家。

## 著作
- 《艺术与社会》[1]

## 延伸阅读
- 张应超，《电视剧〈上海滩〉许文强原型——三原人徐朗西》，载《西安文史资料》第二十九集，陕西人民教育出版社，2010年1月
- 徐晓耕，《先父徐朗西生平事略》，载上海市政协文史资料工作委员会编，《旧上海的帮会》，上海人民出版社，1986年8月
- 刘衍文，《徐朗西家事琐话》，《万象》2004年第6期
- 黄恽，《徐朗西、潘玉良及其他》，《万象》2004年第9期
- 肖龙祥 口述、何映宇 采访整理，《青帮大字辈徐朗西逸事》，《新民周刊》2011年第6期
- 茹欲立，《故友三原徐朗西先生碑文》，载《茹欲立书法选集》，人民美术出版社，2007年12月